# Rhantus bohlei
Rhantus bohlei is een keversoort uit de familie waterroofkevers (Dytiscidae). De wetenschappelijke naam van de soort is voor het eerst geldig gepubliceerd in 2002 door Balke, Roughley, Sondermann & Spangler.